# Anomaloglossus lacrimosus
Anomaloglossus lacrimosus е вид жаба от семейство Aromobatidae.

## Разпространение
Видът е разпространен в Колумбия.